# Symbolic
Symbolic (с англ. — «символический») — шестой студийный альбом американской дэт-метал-группы Death, вышедший в марте 1995 года на лейбле Roadrunner Records.

## Об альбоме
Подобно своим предшественникам, этот альбом явил собой очень техничный и прогрессивный дэт-метал. Примечательно, что средняя продолжительность композиций увеличилась почти на минуту по сравнению с предыдущими релизами группы. Также заметно некоторое снижение темпа композиций, что всё-таки сближает стиль альбома с традиционным дэт-металом. А также на этом альбоме Чак переходит с гроулинга на скриминг, который больше характерен для блэк-метала. Сам музыкант объясняет это состоянием своего голоса.
Ни одна композиция с данного альбома не была оформлена как музыкальное видео, одна песня — «Empty Words» — была выпущена как сингл.

## Список композиций
1. «Symbolic» — 6:33
2. «Zero Tolerance» — 4:49
3. «Empty Words» — 6:22
4. «Sacred Serenity» — 4:27
5. «1,000 Eyes» — 4:29
6. «Without Judgement» — 5:28
7. «Crystal Mountain» — 5:07
8. «Misanthrope» — 5:04
9. «Perennial Quest» — 8:19

## Участники записи
- Чак Шульдинер — соло- и ритм-гитара, вокал, продюсер
- Джин Хоглан — ударные
- Бобби Келбл — соло и ритм-гитара
- Келли Конлон — бас-гитара
- Джордж Марино — мастеринг
- Джим Моррис — продюсер, звукоинженер
- Патришиа Муни — дизайн